# Baie Fortune
La baie Fortune est une baie naturelle située sur la côte sud de l'île de Terre-Neuve dans la province canadienne de Terre-Neuve-et-Labrador.

## Géographie
La baie Fortune s'ouvre largement sur le golfe du Saint-Laurent. Elle est située au nord-est des îles françaises de Saint-Pierre-et-Miquelon. Une île s'élève au milieu de cette vaste baie, l'île Brunette. 

## Communautés
- Terrenceville
- Bay L'Argent
- Little Harbour East
- Harbour Mille
- St. Bernard's – Jacques Fontaine
- Grand le Pierre
- English Harbour East
- Rencontre East
- Pool's Cove
- Belleoram
- English Harbour West
- Harbour Breton
- Bay d'Est

## Annexe